# Lorp-Sentaraille
Lorp-Sentaraille – miejscowość i gmina we Francji, w regionie Oksytania, w departamencie Ariège.
Według danych na rok 1990 gminę zamieszkiwały 1092 osoby, a gęstość zaludnienia wynosiła 178 osób/km² (wśród 3020 gmin regionu Midi-Pireneje Lorp-Sentaraille plasuje się na 312. miejscu pod względem liczby ludności, natomiast pod względem powierzchni na miejscu 1399.).